# Hermann von Boyen
Leopold Hermann Ludwig von Boyen (Kreuzburg (Kelet-Poroszország), 1771. június 18. – Berlin, 1848. február 15.) porosz tábornok és katonai író. 

## Élete
Mint Johann Heinrich Günther tábornok hadsegéde részt vett a lengyelországi (1794–96) és 1806-os francia hadjáratban. A tilsiti békekötés után Gerhard von Scharnhorstnak a hadsereg újjászervezésében közbenjárt. Az első párizsi béke után hadügyminiszter lett és mint ilyen fejezte be a népfelkelés újjászervezését. Nem tartozott a bekövetkezett reakció támaszához, hanem nyíltan ellene szegült, 1819-ben pedig leköszönt. Azóta 21 éven át visszavonultságban élt és történelmi tudományokkal foglalkozott. IV. Frigyes Vilmos trónra léptével 1841-ben hadügyminiszter lett, de az akkori viszonyok között nem tudván nagyobb befolyásra szert tenni, 1847-ben megint visszalépett és a berlini rokkantak házának kormányzója lett. Művei közt megemlítendők: Beiträge zur Kenntnis des Generals v. Scharnhorst (Berlin, 1833); Erinnerungen aus dem Leben des Generallieutenants v. Günther (1834). Boyen a szerzője a Der Preussen Losung című dalnak (1838). Halála után megjelent: Erinnerungen aus dem Leben des Generalfeldmarschalls Herrn v. B. (1-3. kötet, kiadta Nippold, Lipcse, 1889-90), igen érdekes emlékiratok a kor történetéhez. Az ötödik keleti porosz gyalogezred (41. sz.) 1889-ben az ő nevét kapta.